# Aron Gunnarsson
Aron Einar Gunnarsson (Akureyri, 22 de abril de 1989) es un futbolista islandés que juega de centrocampista y su equipo es el Al-Gharafa S. C. de la Liga de fútbol de Catar.

## Trayectoria

### Coventry City F. C.
Nacido en Akureyri, Gunnarsson inició su carrera para el Þór Akureyri de su país en el 2005, para luego ir un año después al AZ de la Eredivisie. Gunnarsson pasó a jugar en el Coventry City en junio de 2008. Hizo su debut en el primer día de la temporada 2008-09 frente al Norwich City, partido que Coventry ganaría 3–1. Anotó su primer gol como profesional el 14 de febrero de 2009 en un partido de la FA Cup frente al Blackburn Rovers de la Premier League. Mientras estaba en Coventry, Gunnarsson atrajo la atenció de equipos de la Premier League, lo que llevó a Coventry City a ofrecerle un mejor contrato en marzo de 2009. Su primer gol en la liga lo convirtió frente al Crystal Palace en abril de 2009.  A finales de la temporada 2008–09, Gunnarsson fue designado como el mejor jugador de la temporada de la Ciudad de Coventry. Antes de iniciar la temporada 2009–10, Gunnarsson cambió el número de su camiseta de la 12 a la 17 a fin de tener el mismo número de su hermano, Arnór Þór Gunnarsson, quien es jugador de balonmano.
Coventry City comenzó bien la temporada 2010–11, dando la impresión de que podrían competir por un puesto en el play-off de promoción. Gunnarsson abrió su cuenta goleadora frente al recientemente ascendido Millwall, aunque no pudo evitar que Coventry caiga derrotado 3–1. Luego de tres años en el equipo, anotó su primer gol como local, la Ricoh Arena, frente Preston North End. Tres días después Aron anotó su segundo gol en dos partidos frente al Doncaster Rovers.
Cuando terminó su contrato el 10 diciembre, Aron indicó que deseaba continuar en Coventry. La semana siguiente, recibió la primera tarjeta roja en su carrera frente al Norwich City. No obstante, su agente no logró llegar a un acuerdo para la renovación de su contrato, y al final de la temporada el club le dio a Gunnarsson un ultimátum para definir su futuro.
Finalmente, Gunnarsson no llegó a un acuerdo con el club y se anunció que el Cardiff City estaban buscando ficharle.

### Cardiff City
El 8 de julio de 2011 Aron fichó por tres años con el Cardiff City. Hizo su debut en la victoria 1-0 sobre el West Ham United. En su segundo partido, Gunnarsson se lesionó tan solo diez minutos después de iniciado el encuentro frente Bristol City, lesión que lo dejó fuera de las canchas por una semana.
Regresó luego de la fecha FIFA. Volvió a jugar en el partido después de este descanso frente a Doncaster Rovers el 10 del septiembre. Seis semanas después, Aron anotó dos goles en la victoria 5-3 sobre Barnsley, recibiendo el premio de Jugador del Partido.
Gunnarsson jugó toda la final de la Football League Cup 2012, en la cual Cardiff fue derrotado 3-2 por penales luego de una buena presentación frente al Liverpool de la Premier League en el Estadio de Wembley.
Gunnarsson anotó el primer gol de Cardiff City en la Premier League el 25 de agosto de 2013, frente al Manchester City en la victoria 3-2 de su equipo.

## Selección nacional
Gunnarsson hizo su debut internacional para la selección de Islandia el 2 de febrero de 2008. Ha jugado 107 partidos para Islandia, incluyendo siete partidos clasificatorios para el Mundial de Fútbol de FIFA.

### Goles con la selección nacional
| #  | Fecha                 | Lugar                       | Oponente        | Gol   | Resultado | Competición                 |
| -- | --------------------- | --------------------------- | --------------- | ----- | --------- | --------------------------- |
| 1. | 10 de octubre de 2014 | Estadio Skonto, Riga        | Letonia         | 0 - 2 | 0 - 2     | Clasificación Eurocopa 2016 |
| 2. | 12 de junio de 2015   | Laugardalsvöllur, Reikiavik | República Checa | 1 - 1 | 2 - 1     | Clasificación Eurocopa 2016 |
| 3. | 26 de marzo de 2023   | Sportplatz Golm, Schruns    | Liechtenstein   | 0 - 3 | 0 - 7     | Clasificación Eurocopa 2024 |
| 4. | 26 de marzo de 2023   | Sportplatz Golm, Schruns    | Liechtenstein   | 0 - 4 | 0 - 7     | Clasificación Eurocopa 2024 |
| 5. | 26 de marzo de 2023   | Sportplatz Golm, Schruns    | Liechtenstein   | 0 - 5 | 0 - 7     | Clasificación Eurocopa 2024 |

## Clubes
| Club                | País         | Año       |
| ------------------- | ------------ | --------- |
| Þór Akureyri        | Islandia     | 2005-2006 |
| AZ Alkmaar          | Países Bajos | 2006-2008 |
| Coventry City F. C. | Inglaterra   | 2008-2011 |
| Cardiff City F. C.  | Gales        | 2011-2019 |
| Al-Arabi S. C.      | Catar        | 2019-2024 |
| Þór Akureyri        | Islandia     | 2024      |
| Al-Gharafa S. C.    | Catar        | 2024-     |

## Palmarés

### Campeonatos nacionales
| Título                       | Club               | País       | Año  |
| ---------------------------- | ------------------ | ---------- | ---- |
| Football League Championship | Cardiff City F. C. | Inglaterra | 2013 |
| Copa del Emir de Catar       | Al-Arabi S. C.     | Catar      | 2023 |
| Copa del Emir de Catar       | Al-Gharafa S. C.   | Catar      | 2025 |